# Jørgen Thygesen Brahe til Tostrup
Jørgen Brahe til Tostrup i Skåne (1515 – 21. juni 1565) var en dansk søkriger.
Han var søn af Thyge Axelsen Brahe til Tostrup (død 1523) og farbror til astronomen Tycho Brahe, som han, da hans eget ægteskab med Inger Johansdatter Oxe, søster til Peder Oxe, var barnløst, tog i huset, og for hvis senere uddannelse han sørgede.
Han havde selv store godser, men fik også store forleninger.
Under Den Nordiske Syvårskrig udmærkede han sig som søkriger, erobrede i Slaget ved Øland i 1564 i forening med Otto Rud skibet »Makalos« og udmærkede sig ligeledes i Slaget ved Rügen juni 1565, hvor Herluf Trolle blev dødelig såret. Han fulgte denne tilbage til København, men døde selv samme år af en sygdom, han havde pådraget sig ved at redde kong Frederik 2., der af sin hest var kastet i vandet ved Højbro.